# Черкаське обласне управління лісового та мисливського господарства
Черка́ське обласне управління лісового та мисливського господарства — територіальний орган Державного агентства лісових ресурсів України у Черкаській області.

## Діяльність
Обласне управління засноване як державне підприємство і підпорядковується Державному агентству лісових ресурсів України, є територіальним органом виконавчої влади у галузі лісового та мисливського господарства. Метою управління є організація ведення лісового господарства, охорона та раціональне використання лісових ресурсів та мисливського фонду області.
Завдання:
- забезпечення реалізації державної політики у сфері лісового та мисливського господарства;
- охорона та раціональне використання лісових ресурсів, мисливської фауни, підвищення ефективності лісового та мисливського господарства;
- здійснення державного управління, регулювання та контролю у сфері лісового та мисливського господарства;

Управління здійснює реалізацію лісо- та пиломатеріалів, садового матеріалу, надає консультації з реконструкції лісових насаджень, надає послуги зі створення лісомеліоративних та гідротехнічних споруд, виписує лісорубні квитки, організовує полювання, відпочинок та розміщення пасік для медозбору.

## Структура
До складу обласного управління входять 10 лісових господарства, які у свою чергу поділяються на 58 лісництв:
- Звенигородське лісове господарство
- Золотоніське лісове господарство
- Кам'янське лісове господарство
- Канівське лісове господарство
- Корсунь-Шевченківське лісове господарство
- Лисянське лісове господарство
- Смілянське лісове господарство
- Уманське лісове господарство
- Черкаське лісове господарство
- Чигиринське лісове господарство

## Керівництво
- Дзюбенко Олександр Миколайович — начальник управління з серпня 2014 року, кандидат економічний наук, Заслужений лісівник України (2015)
- Горда Василь Іванович — перший заступник начальника управління, Відмінник лісового господарства України (2013)
- Рижков Микола Федорович — заступник начальника управління, Відмінник лісового господарства України (2004), Заслужений лісівник України (2008)